# Kepler-1520
Désignations
Kepler 1520 (initialement publié sous le numéro KIC 12557548) est une étoile naine orange située à une distance d'environ 618,5 parsecs du Soleil, dans la direction de la constellation boréale du Cygne. De 16e magnitude, elle n'est pas visible à l'œil nu depuis la Terre. Avec une masse de 0,70+0,04
 −0,08 masse solaire pour un rayon de 0,65+0,04
 −0,05 rayon solaire, elle est l'objet primaire d'un système planétaire dont l'unique objet secondaire connu est la planète Kepler-1520 b (initialement publié sous le numéro KIC 12557548 b).